# Dirge of Cerberus: Final Fantasy VII
Dirge of Cerberus: Final Fantasy VII (яп. ダージュ オブ ケルベロス -ファイナルファンタジーVII Дадзу обу Кэруберосу Файнару Фантадзи Сэбун) — шутер от третьего лица с элементами ролевого экшена 2006 года, разработанный и выпущенный компанией Square Enix для игровой консоли PlayStation 2. Является частью медиафраншизы «Компиляция Final Fantasy VII». События Dirge of Cerberus разворачиваются спустя три года с момента окончания Final Fantasy VII. По сюжету, главный герой игры Винсент Валентайн становится целью таинственной организации Дипграунд, члены которой намереваются пробудить могущественное существо ОРУЖИЕ Омегу и уничтожить с его помощью Планету.
Так как Dirge of Cerberus был первым шутером в игровой серии Final Fantasy, его создатели столкнулись с различными трудностями в процессе разработки. Команда добавила в проект элементы ролевой игры, чтобы сделать его более интересным и привычным для фанатов классических игр франшизы. После выпуска шутера за пределами Японии разработчики изменили некоторые элементы игрового процесса. В 2008 году представители Square Enix переиздали обновлённую версию игры в Японии. Игровые журналисты и фанаты оценили проект неоднозначно.

## Игровой процесс

Скриншот игрового процесса

Dirge of Cerberus — шутер от третьего лица с элементами ролевого экшена, в котором игрок управляет Винсентом Валентайном на протяжении 12 сюжетных глав. На HUD отображаются: очки здоровья и магии протагониста, выбранный предмет и его количество, а также увеличивающий точность выстрела прицел. Камера расположена за спиной персонажа, хотя игроки могут настроить вид от первого лица. За победу в сражениях, которые разворачиваются в режиме реального времени, игрок получает очки опыта: он может потратить их на улучшение физических характеристик Винсента или конвертировать в игровую валюту «гилы» для приобретения бонусных предметов, например восстанавливающего здоровье зелья, и модификаций оружия.
В начале игры у персонажа есть три вида огнестрельного оружия: трёхствольный пистолет «Цербер», винтовка «Гидра» и пулемёт «Грифон»; вес выбранного оружия влияет на скорость передвижения Валентайна. Игрок может увеличить ёмкость магазина с помощью внутриигровых модернизаций, изменить размер ствола — на короткий, обычный или длинный —, чтобы подкорректировать дальность выстрела и экипировать оружие различными аксессуарами: предметами, которые уменьшают его вес или увеличивают защиту персонажа, оптическим прицелом и сферообразной «материей», накладывающей на боеприпасы стихийные свойства; последняя расходует очки магии Винсента.
На ближних дистанциях персонаж способен атаковать противника руками и ногами. Также Валентайн обладает специальным приёмом под названием «Прорыв предела», позволяющим ему на 30 секунд принять чудовищную форму Галианского зверя: в этом состоянии сила и скорость Винсента многократно увеличиваются. На заключительных этапах сюжетной кампании протагонист активирует силу Хаоса и приобретает способность парить в воздухе и стрелять энергетическими лучами.

## Сюжет

### Сеттинг

Персонажи Dirge of Cerberus

Хотя главным героем Dirge of Cerberus является Винсент Валентайн, на одном из уровней игрок управляет Катом Ши. Антагонистами игры выступают члены организации Дипграунд, которые планируют пробудить могущественное существо, известное как ОРУЖИЕ Омега, чтобы с его помощью уничтожить всю жизнь на Планете. Организацией управляют её высокопоставленные члены — Цвета: Тёмный Неро, Багряная Россо, Лазурный Азул и Призрачная Шёлк, возглавляемые Бесцветным Вайсом.
В многопользовательском режиме, который доступен исключительно в японской версии, появляются Ограничители — бывшие лидеры Дипграунда, не сумевшие подавить восстание Вайса. Глава Ограничителей имплантировал микрочипы в мозговые стволы солдат Дипграунда, чтобы обеспечить их лояльность. Тем не менее, Вайсу удалось преодолеть этот контроль, после чего он и другие Цвета свергли Ограничителей. Незадолго до своего поражения, лидер Ограничителей поместил вирус в кровеносную систему Вайса.

### История
Во время падения «Метеора» Винсент и его боевой товарищ Юффи Кисараги принимают участие в эвакуации жителей Мидгара. В этот момент Валентайн замечает тело своего заклятого врага профессора Ходзё, которое исчезает после прогремевшей вспышки молнии. Прежде чем Винсент успевает проанализировать ситуацию, происходит взрыв, из-за чего ему и Юффи приходится отступить в безопасное место.
Три года спустя Винсент посещает город Кальм, где на него нападает группа таинственных солдат. Там же он встречает ещё одного боевого товарища по имени Рив Туэсти, который основал «Организацию по восстановлению мира» (ОВМ), чтобы помочь Планете восстановиться после падения «Метеора». Винсент объединяет усилия с солдатами ОВМ в противостоянии с неизвестными налётчиками, однако те успевают захватить в плен и убить нескольких горожан.
В разговоре с Винсентом Рив раскрывает принадлежность солдат к организации Дипграунд, которую основал бывший президент энергетической мегакорпорации «Син-Ра» в рамках секретной программы по созданию генетически улучшенных суперсолдат. Вскоре Винсент узнаёт, что он является одной из приоритетных целей Дипграунда, так как его тело содержит «протоматерию», субстанцию, сдерживающую сокрытый внутри него ген «Хаоса». Лидеры Дипграунда намереваются извлечь протоматерию, чтобы с её помощью подчинить могущественное существо под названием ОРУЖИЕ Омега. Согласно древним письменам, ранее обнаруженным сотрудниками «Син-Ра», между Хаосом и Омегой существует связь: Хаос описывается как «спутник Омеги в выси бескрайней». Около тридцати лет назад ген Хаоса был введён в тело Винсента ассистенткой Ходзё доктором Лукрецией Кресцент, в которую Валентайн был влюблён.
Винсент отправляется за ответами в поселение Нибельхейм — именно там Лукреция изучала Омегу и Хаоса. По прибытии в исследовательскую лабораторию Лукреции, Винсент попадает в засаду Багряной Россо, которая извлекает протоматерию из его тела. От смерти Валентайна спасает оказавшаяся неподалёку Юффи. Они возвращаются в штаб-квартиру ОВМ во время осады Дипграунда. В процессе отражения нападения солдаты ОВМ захватывают одну из Цветов — Прозрачную Шёлк, обладающую доступом к воспоминаниям Лукреции, благодаря которым они получают полное представление об Омеге. Высокопоставленный учёный ОВМ и сестра Шёлк Шалуа Руи обнаруживает, что Омега — это ОРУЖИЕ, одна из хранителей Планеты, которые пробуждаются, когда ей угрожает смертельная опасности. У Омеги есть предназначение: она должна поглотить «Поток жизни» Планеты и отправиться на поиски нового мира, в то время как обладатели прежнего будут обречены на смерть. Лидеры Дипграунда решили обмануть Планету, убив большое количество людей, чтобы та преждевременно активировала Омегу.
Винсент и ОВМ начинают полномасштабную осаду штаб-квартиры Дипграунда в Мидгаре. В то время как люди Рива вступают в конфронтацию с солдатами Дипграунда и пытаются уничтожить способствующие возрождению Омеги мако-реакторы, Валентайн устанавливает местоположение Вайса. К своему удивлению, он обнаруживает лидера Цветов мёртвым. Тем не менее, пробудившаяся Омега воскрешает Вайса, который, в свою очередь, находится под контролем Ходзё: прежде чем его тело было уничтожено тремя годами ранее, учёный загрузил своё сознание во «Всемирную сеть», после чего захватил тело Вайса, когда тот пытался найти лекарство от вируса Ограничителей. Вскоре появляется Неро, который освобождает Вайса из-под влияния Ходзё и сливается с лидером Цветов, чтобы тот стал единым целым с Омегой.
Пока ОВМ уничтожает остатки Дипграунда, Винсент превращается в Хаоса и становится равным по силе Омеге Вайсу. Шёлк проникает в Омегу и находит протоматерию Лукреции, которую она затем передаёт Винсенту. С её помощью Винсент подчиняет Хаоса и начинает сражение с Омегой. Отрастив крылья, Омега пытается покинуть Планету, однако Винсенту удаётся уничтожить её, после чего он исчезает с поля боя. Неделю спустя Валентайн посещает кристаллическую гробницу Лукреции в Хрустальной пещере. Винсент рассказывает Лукреции, что Хаос и Омега вернулись к Планете и благодарит её за своё выживание. Шёлк находит его возле пещеры и просит вернуться к своим боевым товарищам.
В секретной концовке легендарный воин «Г», который когда-то был связан с Дипграундом, пробуждается под руинами Мидгара. Там же он находит тело Вайса и поднимает его со словами: «Ещё не время уходить на покой. Слишком много дел осталось у нас… брат мой». В этот момент за его спиной возникает чёрное крыло, с помощью которого он улетает из пещеры вместе с лидером Цветов.

## Разработка и выпуск
Во время производства анимационного фильма «Последняя фантазия VII: Дети пришествия» сотрудники Square Enix пришли к выводу, что одного проекта «Компиляции» будет недостаточно для полноценного раскрытия вселенной FFVII, после чего они приступили к разработке трёх дополнительных игр: Before Crisis, Dirge of Cerberus и Crisis Core. На момент анонса Dirge of Cerberus представители компании не раскрыли жанр предстоящей игры, а многие игровые издания и фанаты выдвигали предположение, что проект будет экшеном, по духу близким к серии Devil May Cry. Тем не менее, в 2004 году дизайнер персонажей Тэцуя Номура опроверг многочисленные слухи и заверил прессу и поклонников Final Fantasy, что их удивит жанр Dirge of Cerberus. Идея превратить проект в шутер принадлежала продюсеру Ёсинори Китасэ, которому нравились проекты этого жанра. Также Китасэ считал, что сотрудники компании смогут повысить свою квалификацию в процессе разработки нетипичной для Square Enix игры. Продюсер объяснил наличие в Dirge of Cerberus элементов ролевой игры отсутствием интереса у разработчиков в создании экшен-проектов в чистом виде. В создании игры принимали участие сотрудники компании Monolith Soft.
Разработчики выбрали Винсента Валентайна главным героем игры, получив возможность раскрыть его предыстории, которая не была в полной мере освещена в Final Fantasy VII. Также им нравилось оружие протагониста, которое хорошо вписывалось в концепцию запланированного экшена. Ещё до формирования «Компиляции» представители Square Enix рассматривали других стрелков из различных проектов Final Fantasy в качестве потенциального ведущего персонажа, в том числе: Баррета Уоллеса из Final Fantasy VII, Ирвина Киннеса из Final Fantasy VIII и Юну из Final Fantasy X-2. После выхода Before Crisis и «Детей пришествия», действие которых разворачивалось во вселенной Final Fantasy VII, Винсент показался им наиболее удачным кандидатом.
Главный дизайнер персонажей Dirge of Cerberus Тэцуя Номура ранее работал над Final Fantasy VII и «Детьми пришествия». Он хотел, чтобы по силе Цвета находились на том же уровне, что и Винсент, Клауд Страйф и Сефирот. Изначально Номура не хотел менять боевое снаряжение Шёлк на повседневную одежду в финалом внутриигровом видео, однако, в конечном итоге решил таким образом подчеркнуть уход героини из Дипграунда. «Г» создавался по образу японского певца и актёра Гакта, который написал и исполнил две песни для игры, а также озвучил «Г» в японской версии. Продюсеру Хидэки Имаидзуми приглянулся этот таинственный персонаж, поэтом он решил расширить его роль в Crisis Core. Разработчики переработали образ Лукреции Кресцент из оригинальной игры, чтобы подчеркнуть внешнее сходство между ней и её сыном Сефиротом. Также создатели проекта изменили дизайн Рива Туэсти, который ненадолго появился в оригинальной игре и по большей части участвовал в сюжете через Ката Ши.

### Музыка
За создание саундтрека к игре отвечал штатный композитор Final Fantasy Масаси Хамаудзу. Гакт написал и исполнил две песни — «Longing» и «Redemption»; последнюю разработчики изначально задумывали как балладу, однако они прислушались к идее певца изменить жанр на рок. 15 февраля 2006 года в Японии состоялся релиз Dirge of Cerberus: Final Fantasy VII Original Soundtrack. Альбом выпускался на двух дисках и состоял из 53 треков. Ограниченное издание альбома продавалось вместе с боксом для хранения CD и диском с игрой, и включало в себя кавер сингла «Redemption». Отдельно сингл вышел 25 января 2006 года. Также существует ограниченное издание с двумя видеоклипами «Redemption»: рекламным музыкальным видеоклипом Гакта и альтернативным видео с использованием отрывков из игры.
22 августа 2006 года в японском iTunes Store и на официальном сайте Square Enix появился побочный саундтрек Dirge of Cerberus: Final Fantasy VII Multiplayer Mode Original Sound Collections, который состоял из 27 треков, включая несколько песен из одиночной кампании, которые не вошли в официальный саундтрек, в том числе два трека, написанных Рё Ямадзаки для североамериканского издания.

### Выпуск
В сентябре 2004 года состоялся анонс Dirge of Cerberus состоялся, а релиз игры был намечен на следующий год. В апреле 2005 года был запущен официальный сайт предстоящего проекта. В мае Номура сообщил, что разработчики раскроют часть внутриигрового контента на игровой выставке E3, однако демоверсия игры не была представлена на мероприятии, так как разработчики не успели исправить отдельные элементы управления. В сентябре представители Square Enix отложили бета-тестирование на неопределённый срок. По словам разработчиков, на тот момент разработка Dirge of Cerberus была завершена на 60 %, поэтому они не могли задействовать бета-тестеров в полной мере.
Создателям проекта не понравился конечный вариант японской версии, поэтому они внесли серьёзные изменения в североамериканское и европейское издании. Как следствие они отказались от многопользовательского режима, в первую очередь из-за низкой популярности игрового сервиса PlayOnline за пределами Японии и отсутствия поддержки жёстких дисков PS2 в США. Миссии из многопользовательского режима были переработаны в секретные миссии в англоязычных версиях игры, в то время как ни одна из дополнительных сюжетных миссий из многопользовательского режима японской версии не была добавлена в западные издания. Easy Mode, который разработчики добавили в игру с целью упрощения прохождения для не знакомых с шутерами игроков также был вырезан. 11 сентября 2008 года в рамках линейки Ultimate Hits в Японии состоялся релиз англоязычной версии игры под названием Dirge of Cerberus: Final Fantasy VII International.

## Восприятие и влияние
| Сводный рейтинг    | Сводный рейтинг |
| Агрегатор          | Оценка          |
| ------------------ | --------------- |
| GameRankings       | 59,84 %         |
| Metacritic         | 57/100          |
| Иноязычные издания |                 |
| Издание            | Оценка          |
| 1UP.com            | D+              |
| EGM                | C               |
| Eurogamer          | 5/10            |
| Famitsu            | 28/40           |
| GameSpot           | 6,0/10          |
| GameSpy            | [ 28 ]          |
| GameTrailers       | 7,2/10          |
| IGN                | 7,0/10          |
| X-Play             | [ 30 ]          |
| Dengeki PS2        | 313/400         |

Игровые журналисты и фанаты оценили Dirge of Cerberus неоднозначно. На агрегаторе рецензий GameRankings игра получила 59,84 % одобрений. Общая оценка на Metacritic составляет 57 из 100 возможных баллов на основе 51 рецензии. По мнению Грега Мюллера из GameSpot, в игре «есть несколько интересных и даже увлекательных моментов, однако фанаты игр в жанре экшен и серии Final Fantasy останутся недовольны ею». Несмотря на заявление о том, что это не «лучшее использование вселенной Final Fantasy VII», обозреватель IGN Джереми Данэм назвал Dirge of Cerberus «достойной игрой с сильным сюжетом и местами увлекательной стрельбой из винтовки». 1UP.com сетовал на ИИ врагов, слабый сценарий и «скучный» сюжет. В своей рецензии для Electronic Gaming Monthly Шейн Беттенхаузен раскритиковал все проекты «Компиляции», вышедшие на момент 2006 года. Eurogamer охарактеризовал первый шутер Square Enix как «рискованную авантюру». Ему не понравился тот факт, что большинство основных персонажей игры были либо необязательными в Final Fantasy VII, либо не играли большой роли в сюжете. Джастин Спир из GameSpy похвалил игровой процесс и сюжет Dirge of Cerberus, однако остальные аспекты игры рецензент счёл стерильными. GameTrailers также положительно оценил сюжетную кампанию игры, назвав её «запутанной, но невероятно масштабной». Рецензент одобрил изменения, которые разработчики внесли в западные издания, однако сетовал на схожесть проекта с Devil May Cry и не использование способностей Винсента должным образом. Несмотря на положительную оценку внутриигрового видео и компьютерной графики, критике подверглись однообразные враги. Обозревателям G4 и Xplay не понравился геймдизайн уровней, игровой процесс, большое количество кат-сцен и недоработанный ИИ.
За первую неделю выхода Dirge of Cerberus было продано 392 000 копий игры. По состоянию на август 2008 года количество проданных копий возросло до 460 000 экземпляров к Северной Америке и 270 000 в Европе. Три месяца спустя в Японии было продано 513 000 копий. В июле 2006 года Dirge of Cerberus вышла в золотую категорию самых продаваемых компьютерных игр Sony.
Одновременно с Dirge of Cerberus в 2006 году вышел её мобильный спин-офф с подзаголовком Lost Episode, который Square Enix разработала совместно с Ideaworks3D. Американский релиз игры состоялся 22 августа 2006 года, а в Японии — 26 июля 2007. Изначально игра была эксклюзивом для мобильных телефонов Amp’d, но впоследствии стала доступна для Verizon V Cast. В 2006 году на Tokyo Game Show была представлена версия для телефона FOMA 903i от NTT docomo. Разработчики планировали добавить в игру многопользовательский режим под названием Deepground Elite Mode, в котором пользователи управляли солдатом Дипграунда, однако тот не вошёл в финальную версию. В Lost Episode есть «недостающие» главы Dirge of Cerberus, поэтому она является мидквелом к этой игре. Сюжетная линия Dirge of Cerberus и Lost Episode пересказывается в мобильной игре Final Fantasy VII: Ever Crisis.